# McAllen
McAllen is een plaats (city) in de Amerikaanse staat Texas, en valt bestuurlijk gezien onder Hidalgo County.

## Demografie
Bij de volkstelling in 2000 werd het aantal inwoners vastgesteld op 106.414. In 2006 is het aantal inwoners door het United States Census Bureau geschat op 126.411, een stijging van 19.997 (18.8%).

## Geografie
Volgens het United States Census Bureau beslaat de plaats een oppervlakte van
119,8 km², waarvan 119,1 km² land en 0,7 km² water.

## Plaatsen in de nabije omgeving
De onderstaande figuur toont nabijgelegen plaatsen in een straal van 12 km rond McAllen.

## Geboren
- Shaine Casas (1999), zwemmer

## Overleden
- Carl Möhner (2005), acteur en kunstschilder